# 最终幻想15：未来黎明
《最终幻想15：未来黎明》（英語：Final Fantasy XV: The Dawn of the Future）是一部由映岛巡创作并由史克威尔艾尼克斯出版的奇幻小说。小说基于游戏《最终幻想15》的世界观和角色。《最终幻想15》是史克威尔艾尼克斯长期运营的最终幻想系列游戏作品之一。小说于2019年4月首次在日本发布，并于2020年6月作为该公司新成立的西方出版社首发作品之一在全球发行。
故事围绕游戏《最终幻想15》中的四个角色展开，分别是主角诺克提斯·路西斯·切拉姆、女主角露娜弗蕾亚·诺克斯·芙尔雷、配角阿拉尼亚·海伍德，以及主要反派亚丹·伊祖尼亚。四位角色经历了一系列改变命运的事件，并与众神的剑神巴哈姆特发生了冲突。《未来黎明》被设定为《最终幻想15》及其多媒体作品的另一种也是最终的结局。
这部小说的叙事最初计划作为《最终幻想15》的分章节可下载内容于2019年推出。但由于项目负责人田畑端的离职，最终该计划仅完成了第一个章节。制作团队希望发布这一计划中的剩余的故事线内容，因此选择请映岛巡将他们的故事情节草稿改编成小说。游戏制作团队工作人员以及曾为《最终幻想》和《尼尔：机械纪元》创作小说的映岛巡都曾对这一项目持怀疑态度。但在日本，这部小说的销量超出了预期。而在西方的评论界，对这部小说的评价褒贬不一，一些评论称赞了小说对角色的刻画，但与游戏中的“牺牲”主题相比，小说中“反抗命运”的主题得到了负面评价。

## 背景
《未来黎明》最初是为2016年角色扮演游戏《最终幻想15》开发的可下载内容（DLC）。这些计划中内容的标题暂定为《亚丹篇》、《外传-阿拉尼亚篇》、《露娜弗雷亚篇》以及《诺克提斯篇》。继2017年发行的第一季重点讲述诺克提斯同伴们的DLC取得成功后，开发商史克威尔艾尼克斯批准了《未来黎明》的开发计划，用来为游戏的故事和角色画上句号。2018年4月，制作方在PAX East 2018上宣布将制作和发布第二季DLC《未来黎明》。《未来黎明》旨在拓展原游戏基本故事的情节，并提供一个新的情节，故事主要角色将挑战他们各自既定的命运，创造一个理想的未来。开发由内部工作室夜光组负责，该工作室于2018年接管了《最终幻想15》发行后内容的开发工作。
这个DLC原本的主题是“大结局”，旨在为游戏中登场的角色们提供一个圆满的结局。《亚丹篇》的阴暗基调和和铺陈意图与《阿拉尼亚篇》及最后两个章节的轻松气氛形成对比。该场景草案由DLC的叙事总监小山内贯于2018年3月完成撰写。每个章节都由不同的编剧负责。《亚丹篇》与《阿拉尼亚篇》由曾参与制作可试玩预告片《P.T.》的伊東幸一郎编写，而《露娜弗蕾亚章》则由小山内贯、長井知佳和竹田裕一郎共同编写。因异度神剑系列而闻名的竹田裕一郎也为《诺克提斯篇》撰写了剧本。部分叙事内容重新启用了早期《最终幻想15》制作团队头脑风暴会议中被删减掉的概念。
在此期间，《最终幻想15》的原游戏总监、后来的制作人田畑端对这个项目逐渐失去兴趣，想要“走自己的路”，不愿给任何人带来不便。经过内部讨论后，田畑端决定离开史克威尔艾尼克斯并成立自己的工作室。史克威尔艾尼克斯最终与田畑端友好分手，但决定取消《最终幻想15》第二系列的DLC并结束对游戏的后续支持。在决定取消进一步开发时，《亚丹篇》已接近完成，其他几个篇章则处于不同的制作阶段甚至尚在起草阶段。在经过制作团队进一步的讨论后最终对外宣布取消剩余的几个DLC章节的开发。《亚丹篇》于2019年3月正式发布。
尽管DLC章节的游戏开发被取消了，史克威尔艾尼克斯仍寻找其他方式来发布未完成开发计划的故事内容。这些未完成的内容被改编成一部小说，以献给长期支持最终幻想系列游戏的爱好者们，同时也为《最终幻想15》这个项目及其世界画上句号。为此，史克威尔艾尼克斯聘请了曾为《最终幻想XIII》和《尼尔：机械纪元》等游戏作品撰写补完材料的映岛巡进行小说创作。映岛巡基于《最终幻想15》开发团队留下的资料，包括小山内贯的故事草稿等。制作团队成员包括映岛巡自己在将这些DLC改编成小说的过程中都有着复杂的感受。小山内贯担心原本的叙事会因为体裁的改变而被破坏，但他最终还是承认映岛巡成功地将DLC叙事变成了一部有效的小说。这部小说的开篇改编自DLC中的《亚丹篇》，故事情节围绕着亚丹拒绝接受命运而展开。开发人员确认，故事发展的经典选项应是让亚丹接受其注定的死亡。

## 情节

### 设定
《最终幻想15：未来黎明》设定在类地行星伊欧斯（Eos）上，人类由被称为神（Astrals）的神族监督。古代大战是故事中的一个重要事件，这场战争是在人类袭击神并激怒了炎神伊夫利特（Ifrit）引发的。而今的世界分裂为尼福尔海姆（Niflheim）帝国和自由的路西斯（Lucis）王国，两者争夺路西斯的魔法水晶。此外，一种名为星之病（Starscourge）的古老瘟疫再次出现，将本地生物变成名为使骸（Daemons）的怪物，同时还延长了夜晚。神使（Oracle）是拥有与神沟通能力的人类，能充当治愈者以抑制星之病。根据预言，被称为真王（True King）的人将以自己的生命为代价净化伊欧斯的星之病。
小说讲述了游戏《最终幻想15》主线及其DLC篇章之后四个角色的故事。诺克提斯·路西斯·切拉姆是路西斯王位的继承人，也是预言中的真王。露娜弗蕾亚·诺克斯·芙尔雷是现任神使，也是诺克提斯的未婚妻，两人是政治婚姻关系。阿拉尼亚·海伍德原是一名为尼福尔海姆效力的龙骑兵雇佣兵，后来成为诺克提斯的盟友。亚丹·伊祖尼亚，也被称为亚丹·路西斯·切拉姆（Ardyn Lucis Caelum），是尼福尔海姆的宰相，也是游戏的主要反派。

### 故事
圣者的迷惘
亚丹·路西斯·切拉姆一开始是被水晶选中的治愈者，他可以通过将星之病吸收到自己体内来治愈病人。他的宽和态度以及与兄弟索姆努斯（Somnus）军国主义立场之间的分歧导致了二者间产生了摩擦。这种摩擦逐渐升级，索姆努斯最终策划了一场政变，而亚丹的恋人艾拉·米鲁斯·芙尔雷（Aera Mirus Fleuret）则在政变中被杀。由于体内寄存有星之病，亚丹被水晶拒绝。他的一部分灵魂被困在水晶中，使他变得永生。之后的亚丹被索姆努斯囚禁在神影岛（Angelgard）上，在此历经两千年的幻觉折磨，直到被尼福尔海姆的维斯塔尔·贝瑟西亚（Verstael Bethesia）救出。在维斯塔尔的敦促下，亚丹接受了自己身上的力量并奴役了炎神伊夫利特（Ifrit）。通过吸收受害者的记忆，亚丹逐渐失去自我并成为了尼福尔海姆的宰相，并采用了“伊祖尼亚”（Izunia）这个姓氏。剑神巴哈姆特（Bahamut）阻止了亚丹对路西斯首都因索姆尼亚（Insomnia）的攻击，并揭示了亚丹作为牺牲品的目的是为了让真王清除星之病。对此，亚丹奋起反抗，在遭受折磨并被巴哈姆特送回神影岛后，他发誓要摧毁诺克提斯和众神。本章在预定的最后一战之前戛然而止，此时在等待诺克提斯的亚丹遇到了露娜弗蕾亚。
终焉之始
阿拉尼亚（Aranea）执行任务后返回尼福尔海姆首都格拉利亚（Grealea），对尼福尔海姆日渐增长的军国主义感到哀叹。她发现格拉利亚正遭到使骸（Daemon）军团的攻击，而帝国宰相亚丹则宣告了帝国的覆灭。阿拉尼亚发现帝国皇帝奥德卡普特（Aldercapt）已死，于是试图与亚丹战斗，之后帮助疏散格拉利亚的平民。在逃跑之前，尼福尔海姆士兵洛奇·塔梅尔特（Loqi Tummelt）请她护送一名年轻女孩到安全地带。洛奇牺牲了自己以确保她们顺利逃脱，而阿拉尼亚的手下则击败了追击的大型使骸武器。在她们逃跑后，阿拉尼亚得知这个女孩是索拉拉·奥德卡普特·安蒂库姆（Solara Aldercapt Antiquum），奥德卡普特的不为人知的孙女。十年后，当伊欧斯被星之病的永恒黑夜笼罩时，索拉拉已经成长为一名反叛且能力出众的使骸猎人。
迈向自由的选择
露娜弗蕾亚为了帮助诺克提斯继续旅程而牺牲了自己，但在尼福尔海姆大陆被剑神巴哈姆特复活。在逃离使骸的途中，她遇见了索拉拉并成为了朋友。在她们前往人类最后堡垒雷斯塔勒姆的途中，露娜弗蕾亚发现她拥有了吸收星之病的新能力，尽管这会逐渐改变她的身体。在旅途中，索拉拉对神的批评使露娜弗蕾亚开始质疑她的使命。在谈话中，露娜弗蕾亚透露，厌烦冲突的巴哈姆特曾在上古大战中试图摧毁厄俄斯，但被其他神阻止了。在露娜弗蕾亚的梦中，冰神希瓦试图警告她巴哈姆特的动机。回到路西斯大陆后，露娜弗蕾亚帮助索拉拉从地下墓穴中救出阿拉尼亚，并吸收了阿拉尼亚所感染的星之病病菌。至此，露娜弗蕾亚彻底变成了使骸形态，但索拉拉阻止了她的自杀企图，并将她传送到了雷斯塔勒姆。在梦中，希瓦对露娜弗蕾亚透露巴哈姆特计划在亚丹反叛之后实现他净化伊欧斯的计划，因此利用露娜弗蕾亚聚集黑暗来增强他的攻击力。露娜弗蕾亚在索拉拉和阿拉尼亚的帮助下逃脱了巴哈姆特的计谋，并决心说服亚丹一同阻止巴哈姆特。
最后之剑
为了成为真王，诺克提斯在水晶中沉睡了十年，他重温了存储在水晶里的记忆，其中就包括亚丹的。苏醒后，诺克提斯遇到了索拉拉，索拉拉向他透露了露娜弗蕾亚的计划。在雷斯塔勒姆中，亚丹拒绝了露娜弗蕾亚的计划并派伊弗利特攻击她。露娜弗蕾亚吸收了伊弗利特的星之病并获得了他的效忠，但这一行径也让她不堪重负。当诺克提斯到达时，已经堕落为使骸的露娜弗蕾亚开始攻击他，而巴哈姆特开始吸收她的力量来抵抗他的攻击。诺克提斯说服亚丹代替他执行真王的仪式。在队友的帮助下，诺克提斯成功解救了露娜弗蕾亚，并与其他神联合起来阻挡了巴哈姆特的大部分攻击。之后，诺克提斯杀死了巴哈姆特的肉身，而亚丹则执行了真王的仪式并在摧毁了巴哈姆特的灵魂后消失了。巴哈姆特的死亡导致魔法与神逐渐消亡。水晶吸收了星之病并碎裂，而希瓦在治愈了露娜弗蕾亚后也消失了。故事以世界恢复以及诺克提斯与露娜弗蕾亚结婚而结束。

## 出版
小说《最终幻想15：未来黎明》于2019年4月25日在日本发行。小说既有单行本出版，也有“庆典盒”套装出版，后者在小说之外还包括画册、一套明信片、主题杯墊，以及《亚丹篇 序章》的藍光光碟，《亚丹篇 序章》是一部详细介绍亚丹过去的原创视频动画。小说发售后，史克威尔艾尼克斯因市场需求量过大而导致库存告罄，随后该公司发布道歉声明并迅速补货。小说的英文翻译工作于2019年初得到确认。2019年5月17日，史克威尔艾尼克斯宣布将在美国等英语国家市场发行《最终幻想15：未来黎明》。英文版翻譯由史蒂芬·科勒（Stephen Kohler）完成。这部小说还收录了50幅艺术作品，包括插图和概念艺术。小说的英文版原计划于2020年6月23日通过Square Enix Books & Manga出版，这是史克威尔艾尼克斯与企鹅兰登书屋合作创立的出版品牌。但由于新冠肺炎疫情造成的影响，英文小说实体版发行被推迟至7月14日，而数字版还是依照原定日期发行。

## 评价
Anime News Network的詹姆斯·贝克特（James Beckett）对小说中打斗场景的描述和对结局的写作方式提出了批评，但仍称赞露娜弗蕾亚和诺克提斯的叙事比游戏更出色。Anime UK称赞了这部小说对角色的描写，尤其是亚丹和阿拉尼亚，但也批评小说对游戏中事件的另一种演绎，表示这种处理方式还是在原版游戏的叙事中留下了空白。RPGFan的彼得·特里森伯格（Peter Triezenberg）很喜欢小说中诺克提斯的视角，并称赞了阿拉妮亚的个性，但认为亚丹和露娜弗蕾亚的章节有所欠缺。特别是露娜弗蕾亚，因为在小说中与整个《最终幻想15》游戏世界中的表现不一致而受到批评。RPGamer的亚历克斯·富勒（Alex Fuller）认为这部小说可能会为最终幻想系列的爱好者带来乐趣，但他也指出其中内容对新玩家缺乏更多解释，并批评小说后半部分的设定依赖于“一个十足、笨拙地为证明而证明的重构”。Anime UK和特里森伯格均反对小说从游戏中的“牺牲”主题转变为“反抗命运”的主题，这种转变借鉴了新的水晶故事 最终幻想系列。

## 脚注
1. ↑  译名参考自巴哈姆特電玩資訊站[1]。